# ニューオーリンズ・ペリカンズ
ニューオーリンズ・ペリカンズ（New Orleans Pelicans）は、アメリカ合衆国ルイジアナ州ニューオーリンズに本拠を置く全米プロバスケットボール協会 (NBA) のチーム。ウェスタン・カンファレンス、サウスウェスト・ディビジョン所属。2002年に本拠をニューオーリンズに移して以降のチーム名はニューオーリンズ・ホーネッツだが、2005年のハリケーン・カトリーナの被害により翌シーズンのホーム戦の多くをオクラホマシティで行っており、2007年までニューオーリンズ／オクラホマシティ・ホーネッツの名称を用いていた。2013-14シーズンから、チーム名をニューオーリンズ・ペリカンズに改名。
2014年にシャーロット・ホブキャッツがシャーロット・ホーネッツへと改称がされた際にニューオーリンズ移転以前のホーネッツの歴史や成績が現シャーロット・ホーネッツのものとして扱われることが発表された。

## 歴史

### ニューオーリンズ移転以前
ニューオーリンズ／オクラホマシティ・ホーネッツの前身となったシャーロット・ホーネッツは、1988年にノースカロライナ州シャーロットに設立された。シャーロットはアメリカ独立戦争時の激戦の地であり、イギリス軍に抵抗した指揮官がこの街を「スズメバチの巣」と呼んだのが、「スズメバチ」を意味する「ホーネッツ」という名称の始まりである。「ホーネッツ」の名はこのNBAのチームだけでなく、かつてシャーロットに存在した野球やフットボールのチームにも使われていた縁もあった。エクスパンション・ドラフトでは、マグジー・ボーグス、デル・カリーらを指名し、チーム初のドラフトではレックス・チャップマンを指名した。
創設後数年間は、他の新興チームと同様低い勝率に苦しんだが、1990年にケンドール・ギル、1991年にラリー・ジョンソン、1992年にアロンゾ・モーニングを獲得するとホーネッツの成績は上向き始めた。ラリー・ジョンソンは新人王受賞、モーニングはリーグ有数のセンターへと成長していき、若く才能のある選手を揃えたホーネッツは「未来のブルズ」と呼ばれた。
しかし1990年代半ばを過ぎるとギル、ジョンソン、モーニング、ボーグスは他のチームに移っていき、チームの中心選手はグレン・ライス、アンソニー・メイスン、ブラディー・ディバッツ、デビッド・ウェズリーらが担うようになった。チームは成績勝率5割から6割と健闘したが、優勝レースに顔を出すことはなかった。2000年にはチームの主力の一人だったボビー・フィルズを交通事故で失う悲劇があった。
上記にもあるようにニューオーリンズ移転以前のシャーロット・ホーネッツの歴史、成績は現シャーロット・ホーネッツのものとして扱われている。

### ニューオーリンズ・ホーネッツ
21世紀に入ると、チーム移転の話が持ち上がるようになった。オーナージョージ・シンが起こしたスキャンダルや長年の不振の他、アリーナを巡る問題が取り上げられた。シャーロット・ホーネッツはシャーロット市にホームアリーナの建設を要請していたが、市議会がこれを拒否したことを契機にチームがルイジアナ州ニューオーリンズへ移転することが決定した。チームは2002年よりニューオーリンズ・ホーネッツと改称した。
この時期のホーネッツは、バロン・デイビス、ジャマール・マッシュバーン、ジャマール・マグロア、P・J・ブラウン、エルデン・キャンベルらを中心として中堅レベルのチームだったが、2005年には18勝64敗と大きく負け越し、チームの再編を余儀なくされた。その結果デイビスとマッシュバーンは放出され、2005年のNBAドラフトで指名したクリス・ポールを中心とした再建に取り組み始めた。

### 2005年のハリケーン・カトリーナの影響
2005年8月にアメリカ南東部を襲ったハリケーン・カトリーナは、ホーネッツの本拠地ニューオーリンズにも大きな被害をもたらした。これによりホーネッツは新しいホームコートを捜す必要が生じた。ニューオーリンズ・アリーナは、甚大な被害を受け取り壊しが検討されることとなったルイジアナ・スーパードーム (現：メルセデス・ベンツ・スーパードーム) と比べると比較的無傷ではあったが、市議会は復旧作業目的以外での市への立ち入りを規制する決定をしたため使用不可能となった。また、ニューオーリンズ自体の復旧も数ヶ月に及ぶことが予想された。
そのため2005-2006シーズンはホームでの試合の大半をオクラホマ州オクラホマシティ で行うこととなった。使用可能なホームコートとしては、ルイジアナ州バトンルージュのピート・マラヴィッチ・アセンブリ・センターもしくはヒューストンのトヨタ・センターなどもあった。一時的なホーネッツのフランチャイズに関心を示した都市はサンディエゴ、ナッシュビル、カンザスシティ、バンクーバー（メンフィス・グリズリーズの旧本拠地）等もあった。ホーネッツはコロラド州コロラドスプリングスのアメリカ空軍士官学校でキャンプの2週間を過ごした。

### クリス・ポールの時代

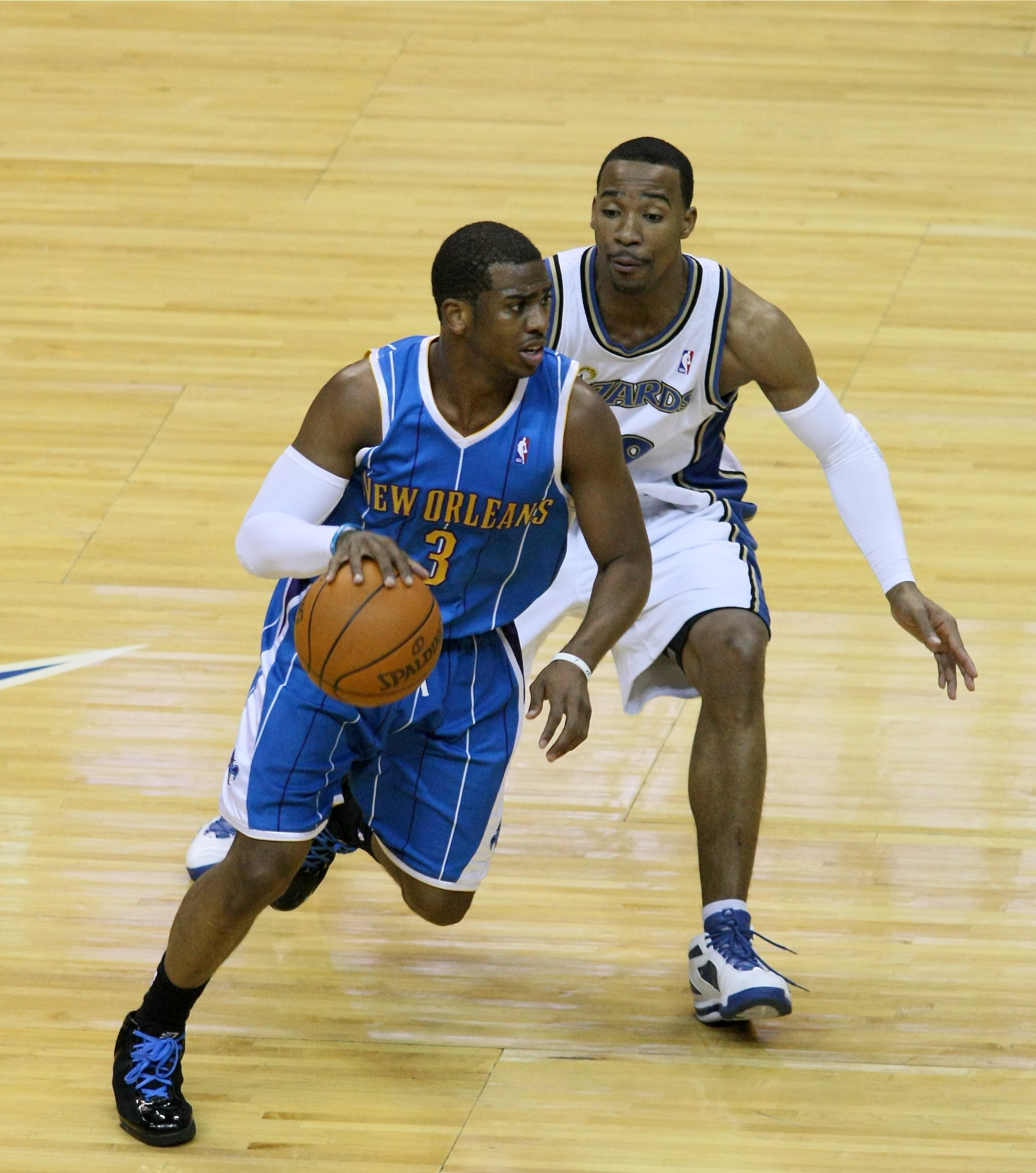
クリス・ポール（2005-2011年）

2005-06シーズンは、前述のホームコートの大問題をはじめ、戦力補強も進まず、大苦戦は間違いなしとの前評判であったが、クリス・ポールを中心にチームは一致団結、前年の倍以上の勝ち星を挙げ、シンデレラチームと絶賛された。

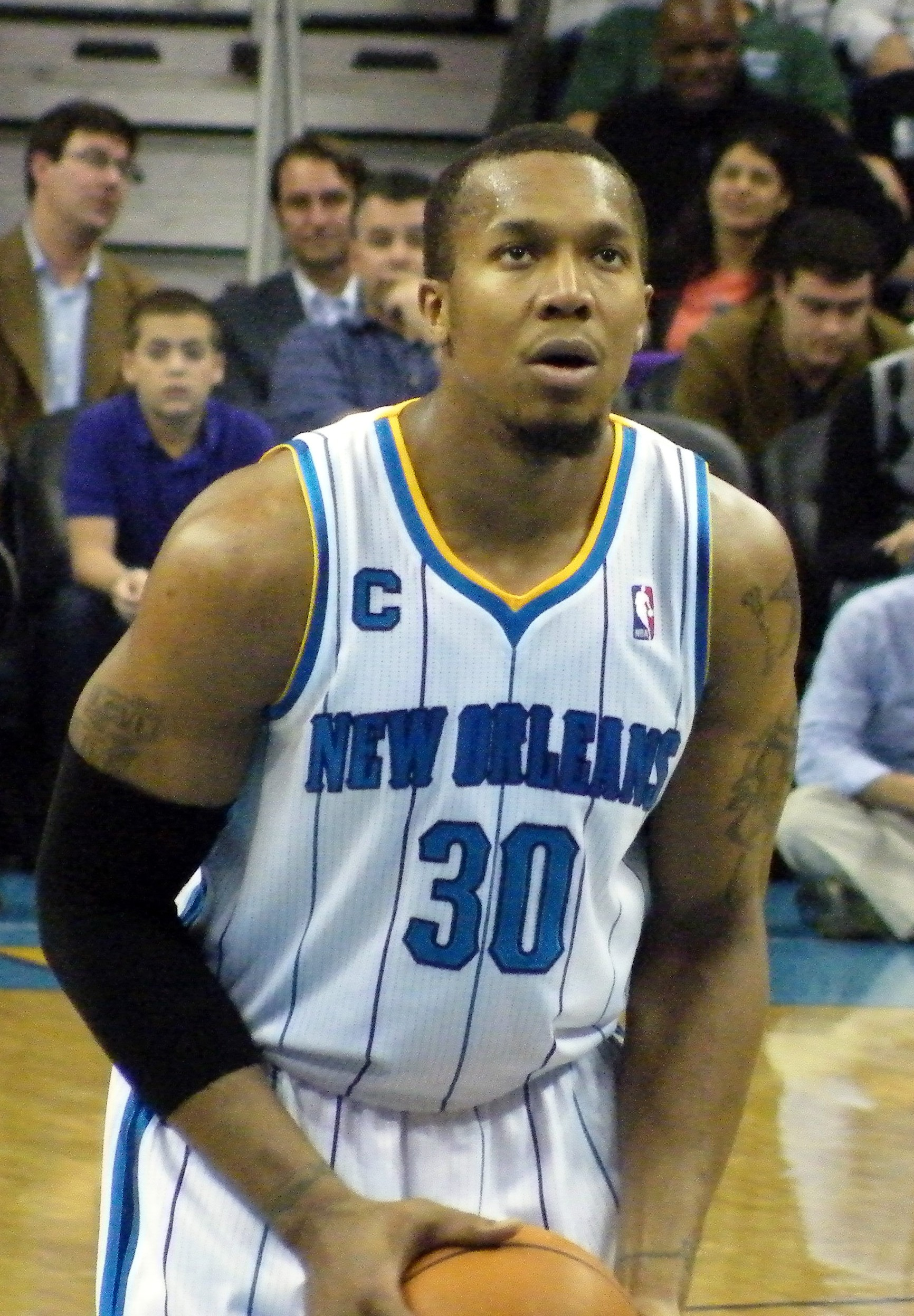
デビッド・ウェスト（2003-2011年）

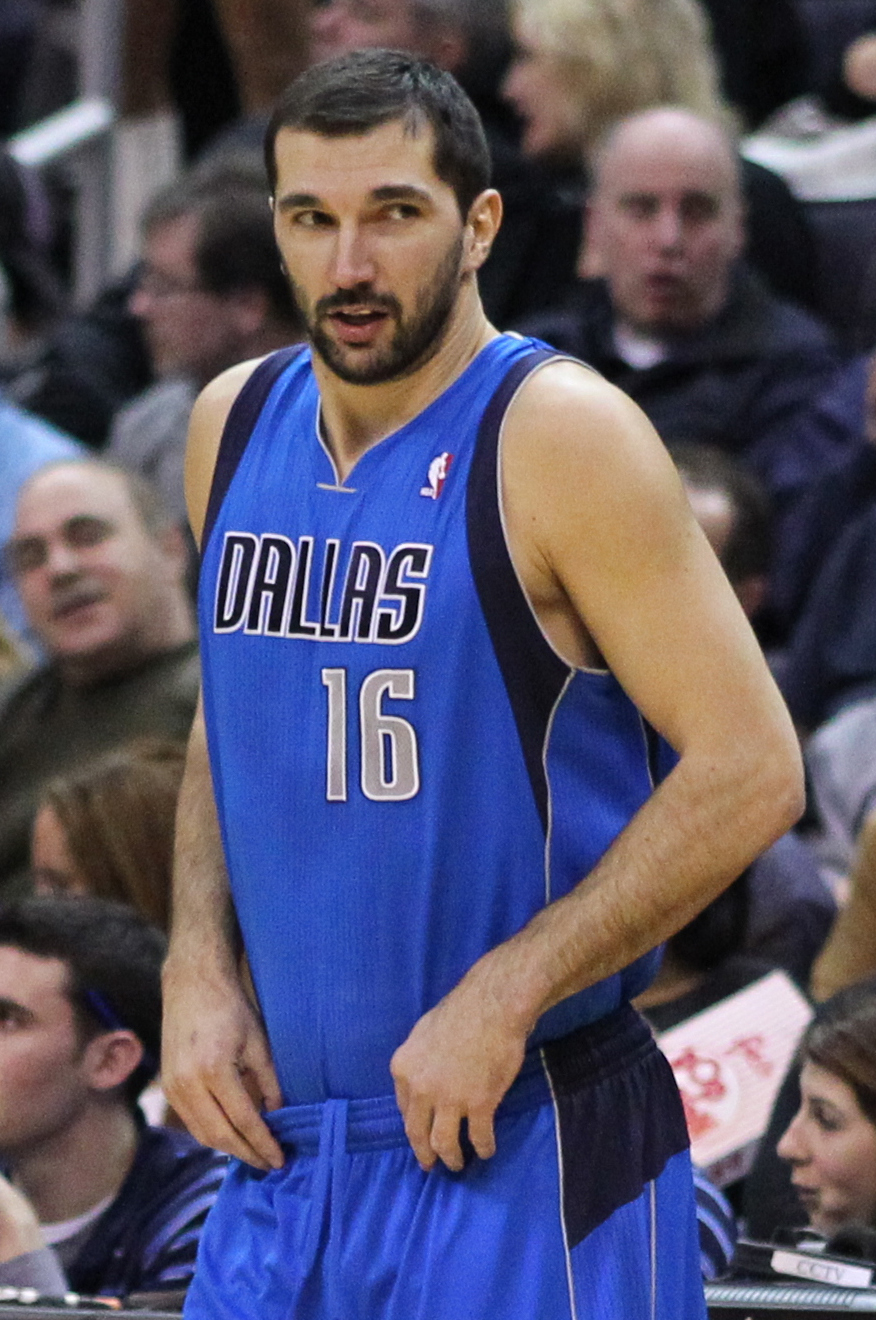
ペジャ・ストヤコヴィッチ（2006-2010年）

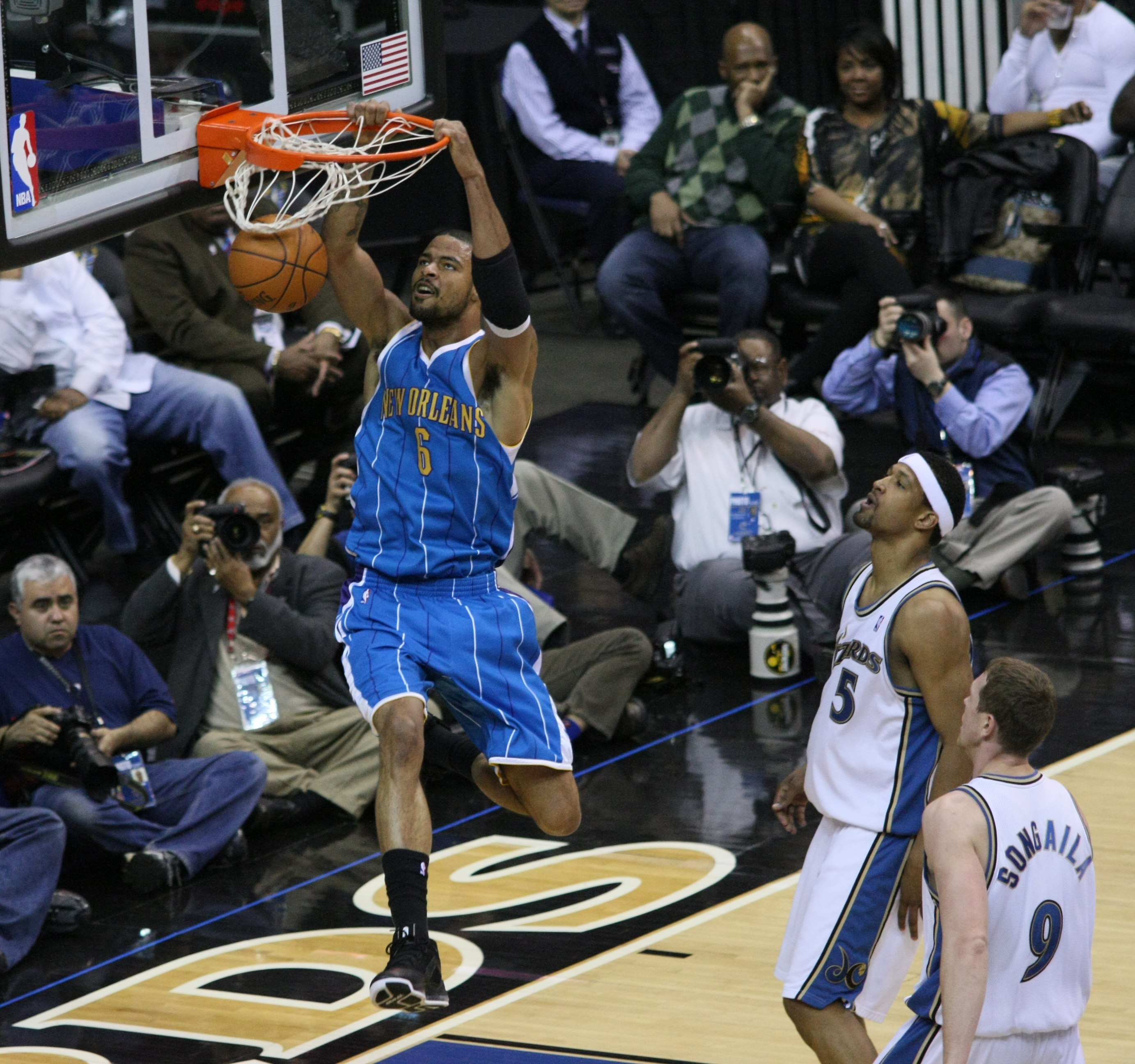
タイソン・チャンドラー（2006-2009年）

ポールの活躍と、デビッド・ウェストの成長で再建の目処が立ったホーネッツは、2006年のオフにペジャ・ストヤコヴィッチやタイソン・チャンドラーらを獲得し、プレーオフ進出を目指して大幅な補強を行った。しかし2006-07シーズンはストヤコヴィッチを始め故障者が続出し、プレーオフ進出はならなかった。ニューオーリンズに本拠地が戻った
2007-08シーズンは、主力選手が大きな怪我もなく過ごし、本来の実力を発揮したホーネッツは56勝26敗を記録する大躍進を遂げた。この成績はチーム史上最高勝率だった。またリーグ最激戦区であるサウスウェストデビジョンも初めて制覇し、プレーオフにも4シーズンぶりに進出を果たした。ホーネッツの大躍進はこのシーズンでも最も大きな事件の一つだったが、彼らが成し遂げた最も大きな仕事は、ニューオーリンズ・アリーナに観客を取り戻したことだった。ホーネッツはシーズン序盤から快進撃を続けていたが、彼らの活躍を他所にアリーナの客席には空席が目立つ日々が続いた。ハリケーンの傷痕はまだ癒えておらず、またホーネッツ自体がニューオーリンズ市民にとってはまだ馴染みの浅いチームだった。しかしホーネッツの快進撃が続くにつれ、客席は徐々にファンで埋まっていき、そしてプレーオフ期間に突入した頃には、客席は大勢のファンで埋まった。
プレーオフでは地元ファンの熱狂的な応援に後押しされ、1回戦でダラス・マーベリックスを撃破。カンファレンス準決勝では前年チャンピオンチームのサンアントニオ・スパーズ相手に、先にシリーズ王手を賭けたが、最終第7戦で経験の差が表れ、ここでホーネッツは力尽きた。

### 新オーナー就任とアンソニー・デイビスの時代

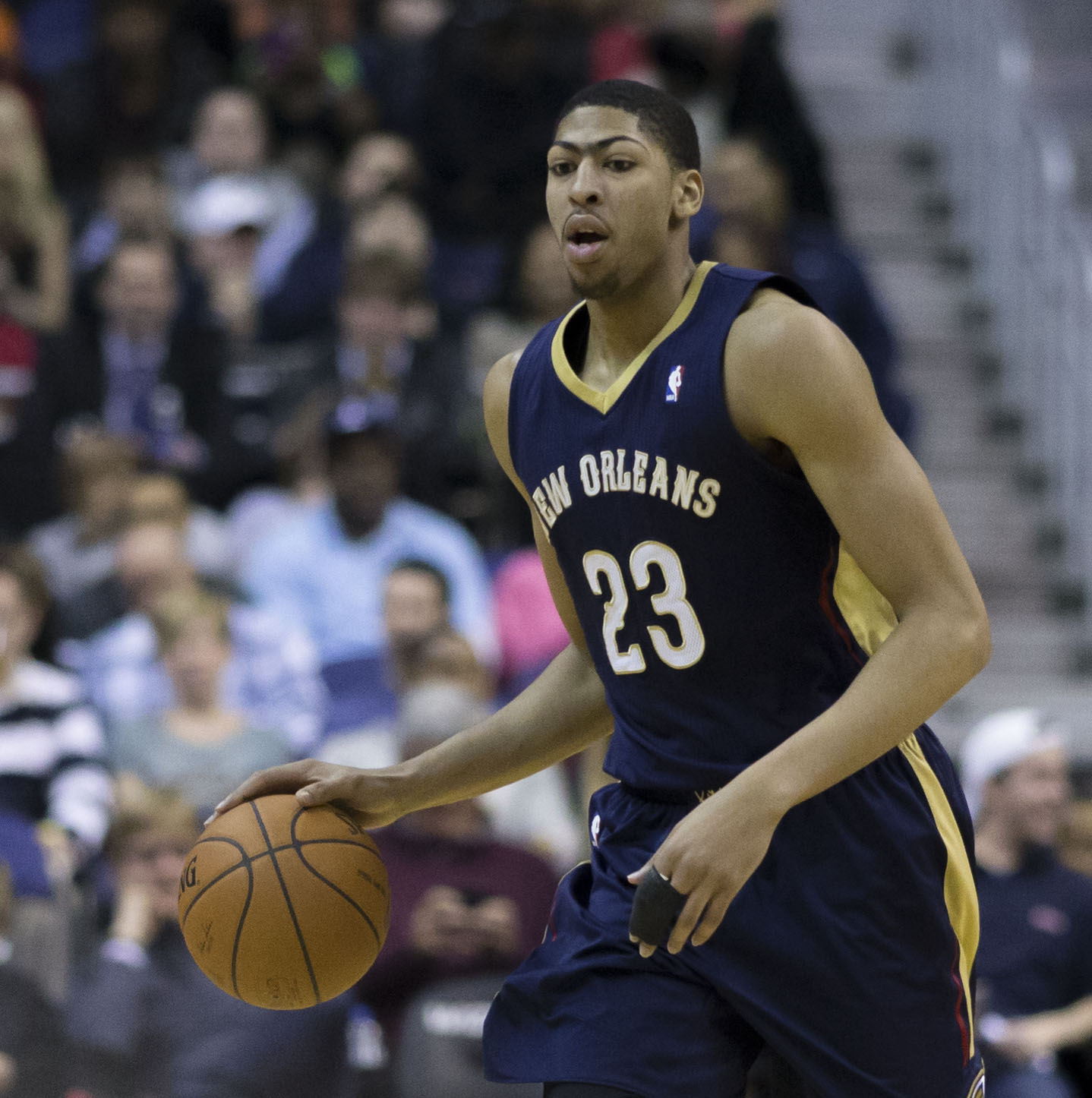
アンソニー・デイビス

2010-11シーズン途中より経営悪化にともないリーグ直轄下に置かれる異例の事態となる。リーグ直轄下に置かれた事で思うような補強ができなくなってしまい、2010-11シーズン後、主力選手のポールやウェストがトレード等でチームを離れてしまった。代わりに、エリック・ゴードンやクリス・ケイマン、トレバー・アリーザらを獲得したが、戦力ダウンは否めず、2011-12シーズンを大きく負け越してしまう。しかし、2012年4月、NFL・ニューオーリンズ・セインツのオーナー、トム・ベンソンが3億3800万ドルで買収したことが発表され、リーグ直轄を離れる事になった。2012年のNBAドラフトで全体1位指名権を獲得し、アンソニー・デイビスを指名した。

### ニューオーリンズ・ペリカンズ

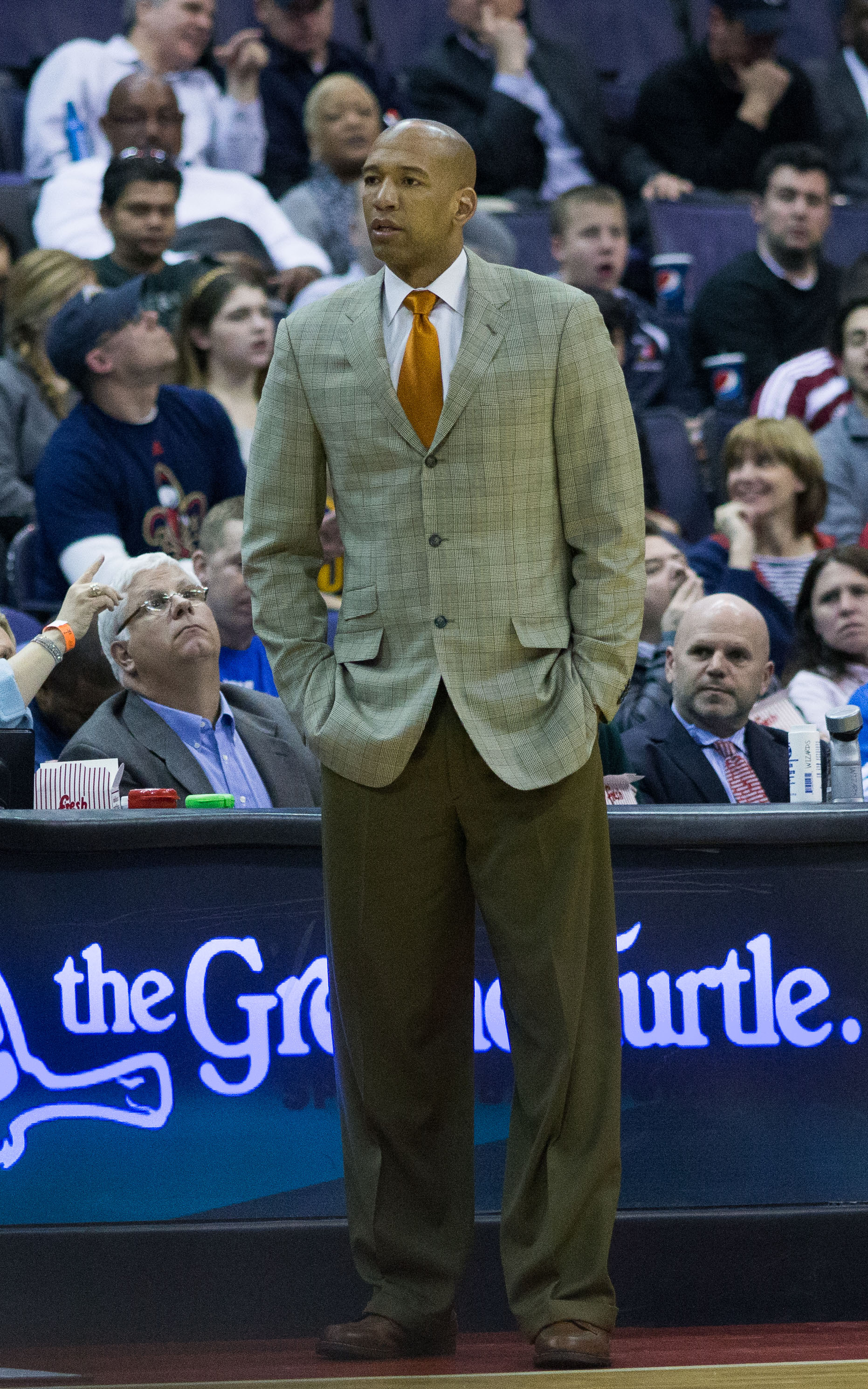
ウィリアムズHC

新オーナーのトム・ベンソンは、チームを所有すると早い内からチーム名を地元に因んだ物に変更したいという意向を示し、「ジャズ (Jazz)」に戻したいとした（かつてニューオーリンズを本拠地としたNBAチームはニューオーリンズ・ジャズであったが、後にソルトレイクシティに本拠地を移し、ユタ・ジャズとなった）。しかしながら、ユタは2度のファイナル進出を含む25年に及ぶ歴史を持つ由緒ある名称を復帰させるという考えに全く関心を持っていなかった。
ベンソンはまた、「ブラス (Brass)」と「クルー (Krewe)」と言う名称にも関心を示したが、2012年12月4日、ホーネッツはルイジアナ州の州鳥であるカッショクペリカンに因み、2013-2014シーズンから「ニューオーリンズ・ペリカンズ」へ名称を変更すると報じられた。「ペリカンズ」の名称は1901年から1957年まで存在したマイナーリーグの野球チームが使用していた。これらの報道は2013年1月24日に公式に確認され、ホーネッツは公式に改名を発表、同時にロゴおよびチームカラーの青、金、赤を発表した。2013年4月18日、チームは正式に「ペリカンズ」に改名した。
ニューオーリンズが2013年5月21日に「ホーネッツ」の名称を放棄したのに続いて、シャーロット・ボブキャッツのオーナー、マイケル・ジョーダンは2013年7月18日にネバダ州ラスベガスで行われるNBA理事会に対して、2014-15年シーズンにチーム名を「シャーロット・ホーネッツ」に変更するための願書を提出したと公式に発表した。NBA副コミッショナーおよび最高運営責任者のアダム・シルバーは以前に、リーグが「ホーネッツ」の名称に対する権利を保有している事実が、改名の過程を迅速にさせると指摘した。2014年5月20日、ボブキャッツは10年間使用してきたチーム名をホーネッツに変更することを公式に発表した。
ニューオーリンズ・ペリカンズとして新たなスタートを切った2013-14シーズンは、タイリーク・エバンスやドリュー・ホリデーなどを獲得し、チーム強化を図ったが、故障者続出で戦力が整わず、34勝48敗とプレーオフには程遠い成績に終わった。2014-2015シーズンは、アンソニー・デイビスが更なる成長を見せチームを牽引。終盤戦はオクラホマシティ・サンダーと第8シードを争うデッドヒートとなったが、シーズン最終戦となった4月15日の11連勝中だったサンアントニオ・スパーズ戦に勝利し、2010-11シーズン以来のプレーオフ出場を決めた。しかし、プレーオフではリーグ勝率1位のゴールデンステート・ウォリアーズとの対戦となり、奮闘及ばず4戦全敗のスイープ負けを喫し、モンティ・ウィリアムズHCは5月12日に解任。同月30日にアルヴィン・ジェントリー新HCの就任が発表された。
そのジェントリーを迎えて挑んだ2015-16シーズンだったが、開幕から負傷者が続出。エースのデイビスも満足にプレーが出来ず、最終的には10日間契約の選手で乗り切るしかなく、30勝52敗と期待を大きく裏切る形でシーズンを終えた。
2016-17シーズンも開幕から負傷者続出の状況からシーズンがスタート。シーズン通して勝率5割以下の状態から脱け出せず、NBAオールスターゲーム開催日にサクラメント・キングスからデマーカス・カズンズを獲得するという大博打に打ってでたものの、状況は変わらず、カズンズは新天地でもテクニカルファウルを連発するという有り様に終始し、結局34勝48敗でプレーオフも不出場に終わった。
2017-18シーズンは2018年1月26日に行われたヒューストン・ロケッツ戦でツインタワーの一人であるカズンズが左アキレス腱断裂によりシーズン全休となるなど苦境に立たされるが、そこからアンソニー・デイビスやドリュー・ホリデーが奮闘、4月9日に行われたロサンゼルス・クリッパーズ戦に113-100で勝利し3シーズンぶりのプレーオフ進出を決めた。プレーオフ1回戦ではデイビス、ホリデーの活躍もあり、レギュラーシーズン3位のポートランド・トレイルブレイザーズ相手に4勝0敗で勝利した。

### ADトレード騒動から若き才能の時代へ

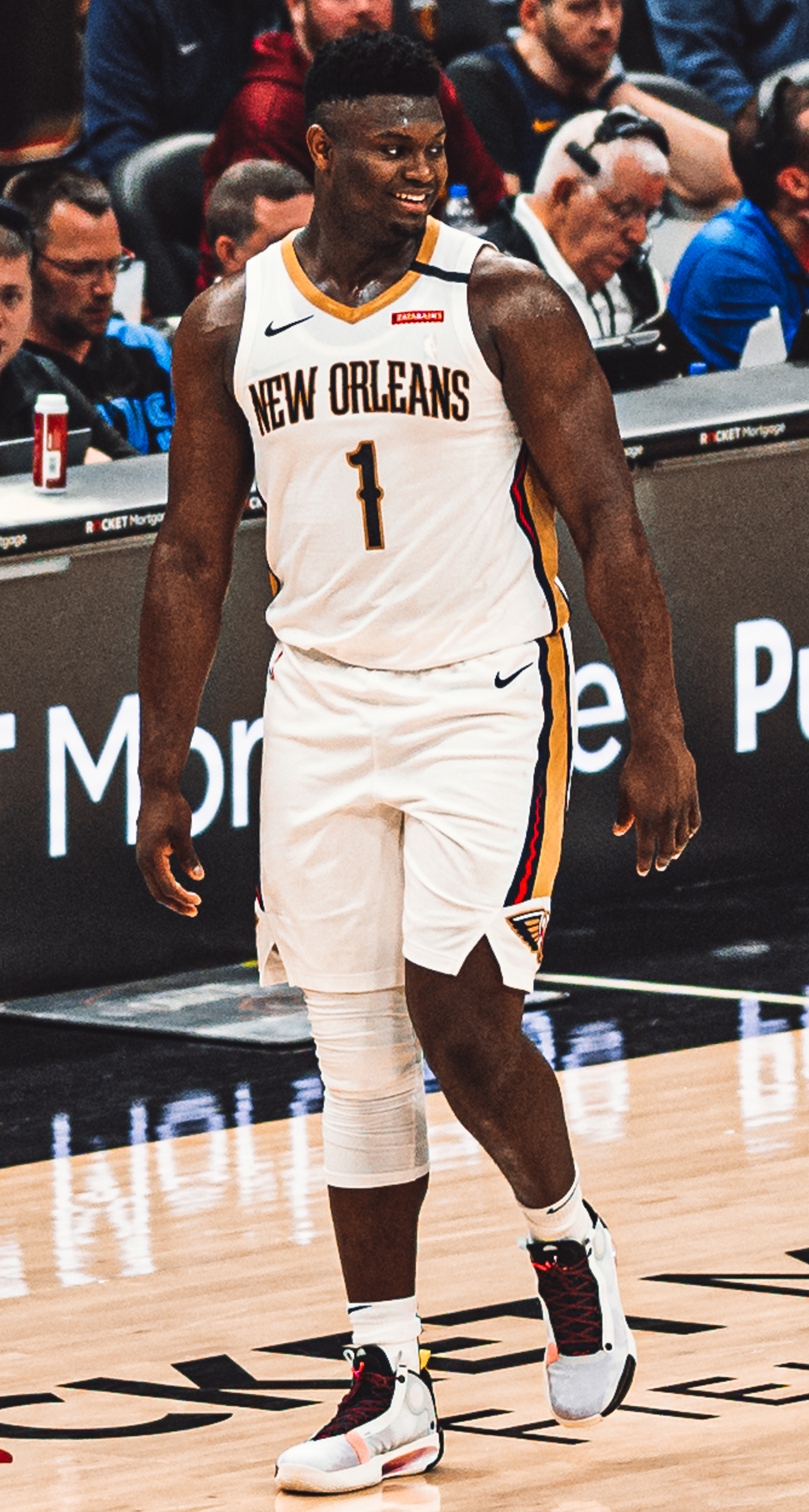
ザイオン・ウィリアムソン

2018-19シーズンは、カズンズが移籍したことなどで序盤から下位に沈む状況に加えて、チームを支えてきたデイビスがシーズン中にトレードを要求するという今後のチームの根幹を揺るがす事態が起こる。最終的にウエスタンカンファレンス13位の33勝49敗と低迷したペリカンズは、契約延長を望まないデイビスが来シーズン後にFAになれることも相まって厳しいシーズンとなった。しかし、オフになるとドラフト・ロッタリーにおいて、当選確率がわずか6パーセントだった2019年の全体1位指名権を獲得。2019年のドラフトでは、レブロン・ジェームズ以来の逸材と評価されているザイオン・ウィリアムソンがエントリーしており、実質的に彼を指名できる権利を得たペリカンズは一転して将来に期待を持てる状況になった。その後ペリカンズは、変わらずに移籍を希望していたデイビスをロサンゼルス・レイカーズにトレードで放出し、ブランドン・イングラム、ロンゾ・ボール、ジョシュ・ハートの3選手と複数のドラフト指名権を獲得。FA市場ではランドルが移籍した一方で、ディフェンシブアンカーのデリック・フェイバース、リーグ屈指のシューターの一人であるj・j・レディックを獲得した。そして、ドラフトでは予想通りザイオン・ウィリアムソンを1位指名。ドリュー・ホリデーを中心に据え若い選手を多く揃えたロスターに一変させて、再スタートを切ることになった。

## シーズンごとの成績
Note: 勝 = 勝利数, 敗 = 敗戦数, % = 勝率 
| シーズン                                       | 勝  | 敗  | %    | プレーオフ                         | 結果                                                      |
| ---------------------------------------------- | --- | --- | ---- | ---------------------------------- | --------------------------------------------------------- |
| ニューオーリンズ・ホーネッツ                   |     |     |      |                                    |                                                           |
| 2002-03                                        | 47  | 35  | .573 | 1回戦敗退                          | シクサーズ 4, ホーネッツ 2                                |
| 2003-04                                        | 41  | 41  | .500 | 1回戦敗退                          | ヒート 4, ホーネッツ 3                                    |
| 2004-05                                        | 18  | 64  | .281 |                                    |                                                           |
| ニューオーリンズ／オクラホマシティ・ホーネッツ |     |     |      |                                    |                                                           |
| 2005-06                                        | 38  | 44  | .463 |                                    |                                                           |
| 2006-07                                        | 39  | 43  | .476 |                                    |                                                           |
| ニューオーリンズ・ホーネッツ                   |     |     |      |                                    |                                                           |
| 2007-08                                        | 56  | 26  | .683 | 1回戦勝利 カンファレンス準決勝敗退 | ホーネッツ 4, マブス 1 スパーズ 4, ホーネッツ 3           |
| 2008-09                                        | 49  | 33  | .598 | 1回戦敗退                          | ナゲッツ 4, ホーネッツ 1                                  |
| 2009-10                                        | 37  | 45  | .451 |                                    |                                                           |
| 2010-11                                        | 46  | 36  | .561 | 1回戦敗退                          | レイカーズ 4, ホーネッツ 2                                |
| 2011-12                                        | 21  | 45  | .318 |                                    |                                                           |
| 2012–13                                        | 27  | 55  | .329 |                                    |                                                           |
| ニューオーリンズ・ペリカンズ                   |     |     |      |                                    |                                                           |
| 2013–14                                        | 34  | 48  | .415 |                                    |                                                           |
| 2014–15                                        | 45  | 37  | .549 | 1回戦敗退                          | ウォリアーズ 4, ペリカンズ 0                              |
| 2015–16                                        | 30  | 52  | .366 |                                    |                                                           |
| 2016–17                                        | 34  | 48  | .415 |                                    |                                                           |
| 2017–18                                        | 48  | 34  | .585 | 1回戦勝利 カンファレンス準決勝敗退 | ペリカンズ 4, ブレイザーズ 0 ウォリアーズ 4, ペリカンズ 1 |
| 2018–19                                        | 33  | 49  | .402 |                                    |                                                           |
| 2019–20                                        | 30  | 42  | .417 |                                    |                                                           |
| 2020–21                                        | 31  | 41  | .431 |                                    |                                                           |
| 2021–22                                        | 36  | 46  | .439 | 1回戦敗退                          | サンズ 4, ペリカンズ 2                                    |
| 2022–23                                        | 42  | 40  | .512 |                                    |                                                           |
| 2023–24                                        | 49  | 33  | .598 | 1回戦敗退                          | サンダー 4, ペリカンズ 0                                  |
| 通算勝敗                                       | 831 | 937 | .470 |                                    |                                                           |
| プレイオフ                                     | 22  | 37  | .373 |                                    |                                                           |

## 主な選手

### 保有するドラフト交渉権
ペリカンズは、NBA以外のリーグでプレーしている以下の未契約ドラフト指名選手の交渉権を保有している。ドラフトで指名された選手（海外出身の選手または大学選手で、ドラフトで指名したチームと契約していない選手）は、NBA以外のどのチームとでも契約することが認められており、この場合、そのチームは、その選手のNBA以外のチームとの契約が終了してから1年後まで、その選手のNBAでの交渉権を保持することになる。このリストには、他球団とのトレードで獲得した交渉権も含まれている。
| ドラフト年 | 巡目 | 指名順 | 選手                       | Pos. | 国籍     | 現所属チーム                   | 注釈                                             | 参照   |
| ---------- | ---- | ------ | -------------------------- | ---- | -------- | ------------------------------ | ------------------------------------------------ | ------ |
| 2010       | 2    | 48     | ラテイビアス・ウィリアムズ | F    | アメリカ | アル・イテハド・ジェダー (SBL) | マイアミ・ヒートから獲得（オクラホマを経由して） | [ 21 ] |

### 年代別主要選手
太文字…殿堂入り選手 (C)…優勝時に在籍した選手 (M)…在籍時にMVPを獲得した選手 (50)…偉大な50人 (75)…偉大な75人
| 2000年代 (プレイオフ進出 : 4回) - デビッド・ウェズリー (David Wesley) : 2002-2004 - バロン・デイビス (Baron Davis) : 2002-2005 - ジャマール・マグロア (Jamaal Magloire) : 2002-2005 - ジャマール・マッシュバーン (Jamal Mashburn) : 2002-2005 - P・J・ブラウン (P. J. Brown) : 2002-2006 - デビッド・ウェスト (David West) : 2003-2011 - リー・ネイロン (Lee Nailon) : 2004-2005 - ダン・ディッカウ (Dan Dickau) : 2004-2005 - クリス・ポール (Chris Paul) : 2005-2011 (75) - ラスール・バトラー (Rasual Butler) : 2005-2009 - ペジャ・ストヤコヴィッチ (Peja Stojaković) : 2006-2010 - タイソン・チャンドラー (Tyson Chandler) : 2006-2009 - ダレン・コリソン (Darren Collison) : 2009-2010 - マーカス・ソーントン (Marcus Thornton) : 2009-2011 - エメカ・オカフォー (Emeka Okafor) : 2009-2012, 2018 2010年代 (プレイオフ進出 : 3回) - トレバー・アリーザ (Trevor Ariza) : 2010-2012 - マルコ・ベリネッリ (Marco Belinelli) : 2010-2012 - エリック・ゴードン (Eric Gordon) : 2011-2016 - アル＝ファルーク・アミヌ (Al-Farouq Aminu) : 2011-2014 - グレイビス・バスケス (Greivis Vásquez) : 2011-2013 - アンソニー・デイビス (Anthony Davis) : 2012-2019 (75) - ライアン・アンダーソン (Ryan Anderson) : 2012-2016 - ブライアン・ロバーツ (Brian Roberts) : 2012-2014 - タイリーク・エバンス (Tyreke Evans) : 2013-2017 - ドリュー・ホリデー (Jrue Holiday) : 2013-2020 - アレクシス・アジンサ (Alexis Ajinça) : 2013-2018 - オメール・アーシュク (Ömer Aşık) : 2014-2018 - イートワン・ムーア (E'Twaun Moore) : 2016-2020 - デマーカス・カズンズ (DeMarcus Cousins) : 2017-2018 - ラジョン・ロンド (Rajon Rondo) : 2017-2018 - ジュリアス・ランドル (Julius Randle) : 2018-2019 - ザイオン・ウィリアムソン (Zion Williamson) : 2019- - ブランドン・イングラム (Brandon Ingram) : 2019- - ロンゾ・ボール (Lonzo Ball) : 2019-2021 - ジョシュ・ハート (Josh Hart) : 2019-2022 - デリック・フェイバーズ (Derrick Favors) : 2019-2020 - ジャクソン・ヘイズ (Jaxson Hayes) : 2019-2023 | 2020年代 (プレイオフ進出 : 2回) - スティーブン・アダムズ (Steven Adams) : 2020-2021 - トレイ・マーフィー3世 (Trey Murphy III) : 2021- - ハーバート・ジョーンズ (Herbert Jones) : 2021- - ヨナス・ヴァランチューナス (Jonas Valančiūnas) : 2021-2024 - デボンテ・グラハム (Devonte' Graham) : 2021-2023 - ホセ・アルバラード (Jose Alvarado) : 2021- - CJ・マッカラム (CJ McCollum) : 2022- - デジャンテ・マレー (Dejounte Murray) : 2024- |

## 栄誉
| なし | - 7 ピート・マラビッチ: ホーネッツでプレイしたことはないが、かつてニューオーリンズに本拠を置いたニューオーリンズ・ジャズで活躍した |

## コーチ、その他

### 歴代ヘッドコーチ
- ポール・サイラス (Paul Silas) (2002-03)
- ティム・フロイド (Tim Floyd) (2003-04)
- バイロン・スコット (Byron Scott) (2004-05/2009-10)
- ジェフ・バウワー (Jeff Bower) (2009-10)
- モンティ・ウィリアムズ (Monty Williams) (2010-15)
- アルヴィン・ジェントリー (Alvin Gentry) (2015-20)
- スタン・ヴァン・ガンディ (Stan Van Gundy) (2020-21)
- ウィリー・グリーン (Willie Green) (2021- )

## チーム記録
ニューオーリンズ・ペリカンズのチーム記録